# Tulipa micheliana
Tulipa micheliana là một loài thực vật có hoa trong họ Liliaceae. Loài này được Hoog miêu tả khoa học đầu tiên năm 1902.